# Only a Fool Breaks His Own Heart
Only a fool breaks his own heart est une chanson composée en 1964 par Norman Bergen (en) et Shelly Coburn, pour une commande destinée au duo pop-folk anglais Chad & Jeremy. La chanson était à l'origine jouée sur un tempo moyen, mais sur la suggestion du producteur Ken Lauber, les auteurs en firent une ballade qu'ils proposèrent le lendemain à un chanteur de musique légère. Elle n'eut pas beaucoup de succès, mais en 1968 elle entama une carrière à l'étranger puisque Tom Jones l'inclut sur son album à succès Delilah et que le duo finlandais Jouko et Kosti la reprit en finnois avec un succès considérable en Finlande. C'est finalement en 1977 que la chanson devint un tube aux États-Unis dans une version du chanteur de calypso Mighty Sparrow.
En bientôt cinquante ans d'existence, cette chanson a été reprise plus de soixante fois, en plus de cinq langues. Elle est considérée comme un classique dans les pays anglo-saxons et en Finlande. Les versions en diffèrent beaucoup les unes des autres, chaque chanteur tendant à la réinterpréter en fonction de son tempérament propre. Les versions finlandaises ressortissent souvent à la variété larmoyante (avec des exceptions comme la version de Ressu Redford, plus apparentée pop-rock).
Le chanteur franco-marocain Vigon a également enregistré cette chanson en anglais, en 1971. Sa reprise se distingue de toutes les autres par la puissance mélancolique du chant et par un son très marqué par la soul.